# رویاهای بهاری
رویاهای بهاری (به هندی: Baharon Ke Sapne) و (به انگلیسی: Dreams of Spring) فیلمی هندی محصول سال ۱۹۶۷ و به کارگردانی ناصر حسین است. در این فیلم بازیگرانی همچون آشا پارک، راجش خانا، نانا پالشیکار و پایدی جیراج ایفای نقش کرده‌اند.